# Мина Николић
Мина Николић (Београд, 1. јул 1993) српска је глумица. Ћерка је глумца Марка Николића.

## Филмографија

### Филм
| Година | Назив           | Улога                   | Напомене    |
| ------ | --------------- | ----------------------- | ----------- |
| 2014.  | Пети лептир     | медицинска сестра       |             |
| 2015.  | Поред мене      | Ксенџа                  |             |
| 2015.  | Фајронт         | Исидора                 | кратки филм |
| 2015.  | ЗГ 80           | девојка из кафића бр. 1 |             |
| 2015.  | Кога боли       | Мина                    | кратки филм |
| 2018.  | Кружно          | Марта                   | кратки филм |
| 2018.  | Чекаоница       | жена у коцкарници       |             |
| 2018.  | Бразилка        | Петра                   | кратки филм |
| 2022.  | Хероји          |                         |             |
| 2023.  | Буди Бог с нама |                         |             |
| 2023.  | Поред тебе      | Ксенија                 |             |

### Телевизија
| Година     | Назив                             | Улога               | Напомене                                   |
| ---------- | --------------------------------- | ------------------- | ------------------------------------------ |
| 2014.      | Ургентни центар                   | Александра Сурдулић | епизода: „За лаку ноћ”                     |
| 2018—2021. | Жигосани у рекету                 | Гага                | главна улога                               |
| 2018.      | Јутро ће променити све            | Наташа              | епизода: „У магновењу”                     |
| 2018.      | Беса                              | Сања                | епизода: „Пут”                             |
| 2020.      | Мама и тата се играју рата        | Јелисавета          | епизоде: „Д Славз”, „Нисам ја такав човек” |
| 2022.      | Сурвајвор: Доминиканска Република | себе                | такмичарка                                 |